# Góry Górnoangarskie
Góry Górnoangarskie (ros.: Верхнеангарский хребет; Wierchnieangarskij chriebiet) – pasmo górskie w azjatyckiej części Rosji, na północny wschód od jeziora Bajkał, w Buriacji i obwodzie irkuckim. Rozciąga się na długości ok. 200 km. Najwyższy szczyt pasma ma wysokość 2608 m n.p.m. Góry zbudowane są ze skał krystalicznych z intruzjami granitów. Grzbiety pasma są wąskie; partie szczytowe strzeliste. Występują doliny lodowcowe i kary. Zbocza pokryte są lasami modrzewiowymi, w wyższych partiach – tundrą górską.